# Bockwindmühle Falkenberg
Die Bockwindmühle Falkenberg ist ein Baudenkmal im Ortsteil Falkenberg der brandenburgischen Gemeinde Heideblick nahe Pitschen-Pickel. Die im Jahre 1853 erbaute Bockwindmühle steht auf einer Anhöhe am Dorfrand und ist weithin sichtbar. Sie ist das Wahrzeichen des Ortsteils Falkenberg.
Die Mühle wurde von 1978 bis 1982 umfangreich restauriert, wobei ein Teil der alten Mühlentechnik erhalten blieb. Die Mühlenflügel sind Nachbildungen. Die Mühle kann besichtigt werden. Im Inneren befinden sich alte Handwerksgeräte aus dem Alltag des Mühlenbetriebes sowie Hausrat und Möbel.

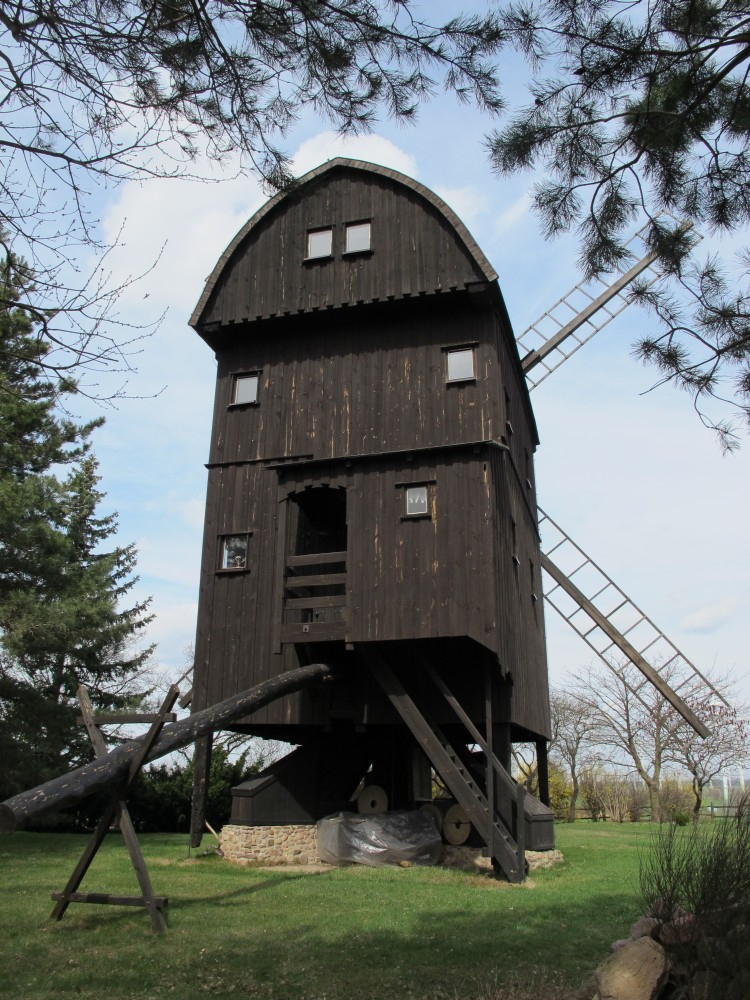
Rückseite der Mühle, 2013
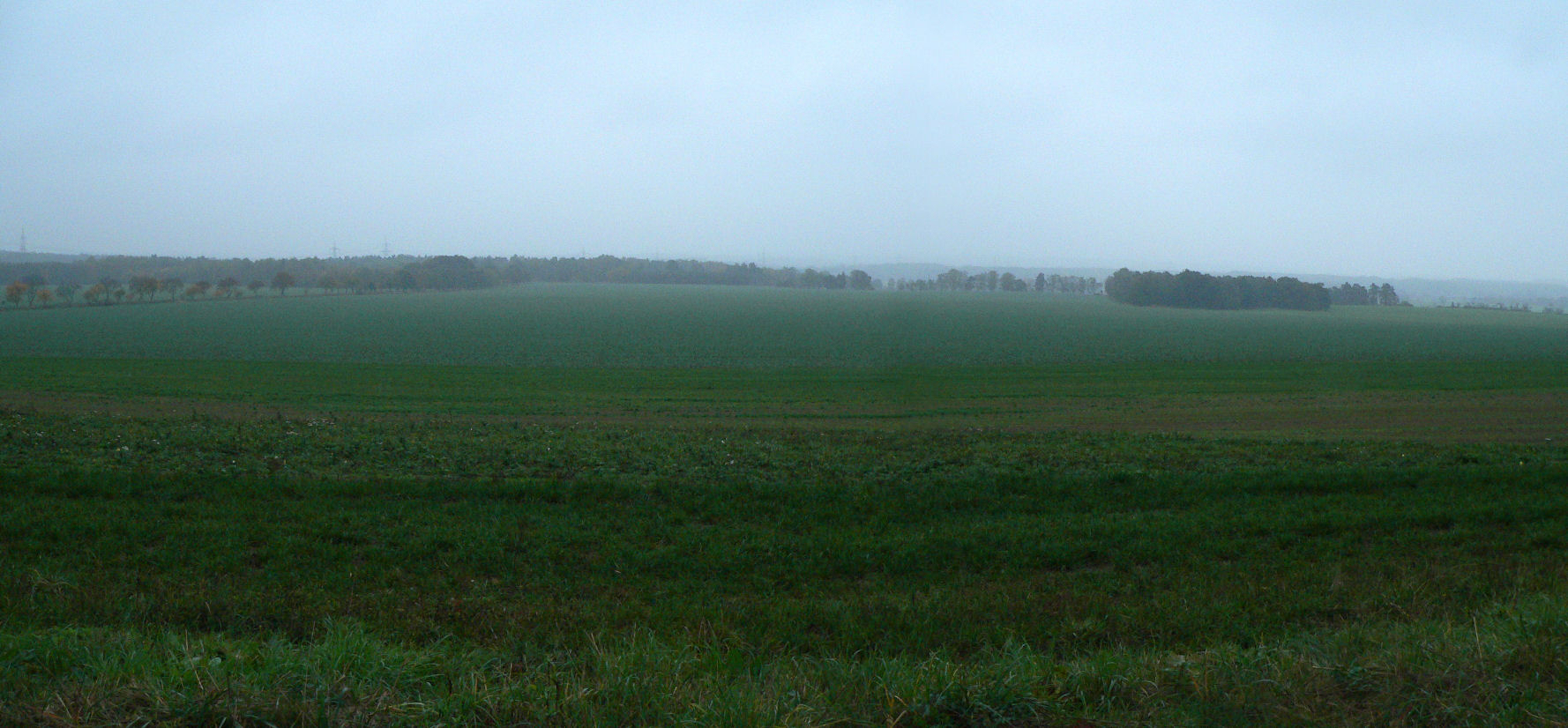
Landschaftsblick vom Mühlenhügel in Richtung Nordosten nach Pitschen-Pickel, 2016